# Ритон
 Тази статия е за съда.  За българската музикална група вижте Ритон (дует).  
Ритонът е ритуален съд със специални функции, използван при различни ритуали като например възлиянието. Ритоните са широко разпространени в Персия, а по-късно са пренесени сред народите на Балканите и Кавказ. Ритоните се правят от череп или рог на животно, глина или благородни метали.
Едни от най-добре съхранените ритони в света, открити в тракийски некрополи, се съхраняват в Националния археологически институт и музей при БАН и Националния исторически музей в София. Археологическите музеи в Атина, Истанбул и Солун експонират едва по няколко сребърни ритона. Особено ценни екземпляри от ритони са притежание на Васил Божков, описани от известния български траколог проф. Иван Маразов.